# В'юн (річка)
В'юн, В'юнія — річка в Україні, у Звягельському та Коростенському районах Житомирської області. Права притока Зольні (басейн Прип'яті).

## Опис
Довжина річки 11 км, похил річки — 1,3 м/км. Формується з багатьох безіменних струмків. Площа басейну 66,1 км².

## Розташування
Бере початок на північній стороні від села Кочичине. Тече на північний захід і в межах села Ковалівка впадає в річку Зольню, притоку Уборті.

## Іхтіофауна В'юна
У річці найпоширенішими є такі види риб, як бистрянка звичайна, верховодка звичайна, пічкур та плітка звичайна.